# 6371 Heinlein
A 6371 Heinlein (ideiglenes jelöléssel 1985 GS) a Naprendszer kisbolygóövében található aszteroida. Edward L. G. Bowell fedezte fel 1985. április 15-én.